# Berdeniella ramosa
Berdeniella ramosa és una espècie d'insecte dípter pertanyent a la família dels psicòdids que es troba a Europa: França.